# Южный Парк (18-й сезон)
Восемнадцатый сезон американского анимационного телесериала «Южный Парк» впервые транслировался в США на телеканале Comedy Central с 24 сентября по 10 декабря 2014 года.

## Актёрский состав

### Основной состав
- Трей Паркер — Стэн Марш / Эрик Картман / Рэнди Марш / мистер Гаррисон / Клайд Донован / мистер Маки / Стивен Стотч / Джимми Волмер / Тимми Барч / Филлип
- Мэтт Стоун — Кайл Брофловски / Кенни Маккормик / Баттерс Стотч / Джеральд Брофловски / Крэйг Такер / Джимбо Керн / Терренс
- Эйприл Стюарт — Лиэн Картман / Шелли Марш / Шерон Марш / Венди Тестабургер / директриса Виктория
- Мона Маршалл — Шейла Брофловски / Линда Стотч

### Приглашённые звёзды
- Сиа — Лорд[1]
- Билл Хейдер — Стив
- Пьюдипай в роли самого себя[2]

## Эпизоды
| № общий | № в сезоне | Название                                                  | Режиссёр    | Автор сценария | Дата премьеры    | Произв. код | Зрители США (млн) |
| --- | ---------- | --------------------------------------------------------- | ----------- | -------------- | ---------------- | ----------- | ----------------- |
| 248 | 1          | «Себе пофинансируй» «Go Fund Yourself»                    | Трей Паркер | Трей Паркер    | 24 сентября 2014 | 1801        | 2.40              |
| Картман с друзьями организуют стартап со сбором средств на Kickstarter, чтобы легко разбогатеть и не ходить в школу. Однако использование для этого названия и символики футбольного клуба «Вашингтон Редскинз» встречает противодействие руководства клуба.               |            |                                                           |             |                |                  |             |                   |
| 249 | 2          | «Безглютеновая Эбола» «Gluten Free Ebola»                 | Трей Паркер | Трей Паркер    | 1 октября 2014   | 1802        | 2.24              |
| Мальчики устраивают вечеринку, на которую хотят пригласить певицу Лорд, о чём сообщают на местном радио. Тем временем жители США сходят с ума по безглютеновой диете. |            |                                                           |             |                |                  |             |                   |
| 250 | 3          | «Неженка» «The Cissy»                                     | Трей Паркер | Трей Паркер    | 8 октября 2014   | 1803        | 2.02              |
| Картман врёт о том, что он трансгендерная девочка, чтобы иметь право ходить в женский туалет. Директриса Виктория, посовещавшись с учителями, принимает решение не сопротивляться Картману, а организовать для него отдельный туалет в помещении бывшей школьной кладовой. |            |                                                           |             |                |                  |             |                   |
| 251 | 4          | «Инвалидка» «Handicar»                                    | Трей Паркер | Трей Паркер    | 15 октября 2014  | 1804        | 1.73              |
| Чтобы заработать на поездку в детский лагерь, Тимми начинает предоставлять услуги такси, чем наживает себе врагов. |            |                                                           |             |                |                  |             |                   |
| 252 | 5          | «Волшебный куст» «The Magic Bush»                         | Трей Паркер | Трей Паркер    | 29 октября 2014  | 1805        | 1.73              |
| Картман с Баттерсом, заполучив себе беспилотник и решив обкатать его у себя на районе, случайно снимают сцену переодевания матери Крейга. Картман выкладывает снятое дроном видео в Интернет.                                                                              |            |                                                           |             |                |                  |             |                   |
| 253 | 6          | «Условно-бесплатное — не бесплатно» «Freemium Isn’t Free» | Трей Паркер | Трей Паркер    | 5 ноября 2014    | 1806        | 1.70              |
| Стэн подсаживается на новую мобильную игрушку о Терренсе и Филлипе. Хотя игра и бесплатна, на приобретение дополнительных возможностей в игре Стэн тратит колоссальные деньги.                                                                                             |            |                                                           |             |                |                  |             |                   |
| 254 | 7          | «Заточение в виртуальности» «Grounded Vindaloop»          | Трей Паркер | Трей Паркер    | 12 ноября 2014   | 1807        | 1.66              |
| Картман дурачит Баттерса, убеждая его, что он находится в виртуальной реальности. Внезапно становится совсем не очевидно — кто же именно находится в ней. |            |                                                           |             |                |                  |             |                   |
| 255 | 8          | «Петушковая магия» «Cock Magic»                           | Трей Паркер | Трей Паркер    | 19 ноября 2014   | 1808        | 1.70              |
| Мальчики болеют за Кенни на соревновании по «Magic: The Gathering». Внезапно они узнают о петушиных боях по MTG. Рэнди немного по-своему понимает расходящиеся по Южному Парку слухи о «петушковой магии».                                                                 |            |                                                           |             |                |                  |             |                   |
| 256 | 9          | «#REHASH»                                                 | Трей Паркер | Трей Паркер    | 3 декабря 2014   | 1809        | 2.11              |
| Картман становится популярным в качестве видеоблогера. |            |                                                           |             |                |                  |             |                   |
| 257 | 10         | «#СчастливыхГолограмм» «#HappyHolograms»                  | Трей Паркер | Трей Паркер    | 10 декабря 2014  | 1810        | 1.67              |
| Видеоблогер Картман захватывает мир с помощью телевизионного рождественского шоу. |            |                                                           |             |                |                  |             |                   |